# Parigi-Nizza 2013
La Parigi-Nizza 2013, settantunesima edizione della corsa, valida come seconda prova dell'UCI World Tour 2013, si è svolta dal 3 al 10 marzo 2013 su un percorso di 1174 km, suddiviso in sette tappe precedute da un cronoprologo, con partenza da Houilles e arrivo sul Col d'Èze, a Nizza.
Il successo finale è andato all'australiano Richie Porte, in forza al team Sky Procycling, vincitore di due frazioni, quella con arrivo sulla Montagna di Lura e quella conclusiva a cronometro. Secondo, a 55 secondi, si è classificato lo statunitense Andrew Talansky, terzo il francese Jean-Christophe Péraud a 1'21".

## Tappe
| Tappa  | Data     | Percorso                                | km    | Vincitore di tappa | Leader cl. generale |
| ------ | -------- | --------------------------------------- | ----- | ------------------ | ------------------- |
| Prol.  | 3 marzo  | Houilles > Houilles (cron. individuale) | 2,9   | Damien Gaudin      | Damien Gaudin       |
| 1ª     | 4 marzo  | Saint-Germain-en-Laye > Nemours         | 195   | Nacer Bouhanni     | Nacer Bouhanni      |
| 2ª     | 5 marzo  | Vimory > Cérilly                        | 200,5 | Marcel Kittel      | Elia Viviani        |
| 3ª     | 6 marzo  | Châtel-Guyon > Brioude                  | 170,5 | Andrew Talansky    | Andrew Talansky     |
| 4ª     | 7 marzo  | Brioude > Saint-Vallier                 | 199,5 | Michael Albasini   | Andrew Talansky     |
| 5ª     | 8 marzo  | Châteauneuf-du-Pape > Montagna di Lura  | 176   | Richie Porte       | Richie Porte        |
| 6ª     | 9 marzo  | Manosque > Nizza                        | 220   | Sylvain Chavanel   | Richie Porte        |
| 7ª     | 10 marzo | Nizza > Col d'Èze (cron. individuale)   | 9,6   | Richie Porte       | Richie Porte        |
| Totale | Totale   | Totale                                  | 1 174 |                    |                     |

## Squadre e corridori partecipanti
| N.      | Cod. | Squadra                 |
| ------- | ---- | ----------------------- |
| 1-8     | SKY  | Sky Procycling          |
| 11-18   | VCD  | Vacansoleil-DCM         |
| 21-28   | MOV  | Movistar Team           |
| 31-38   | BLA  | Blanco Pro Cycling Team |
| 41-48   | EUS  | Euskaltel-Euskadi       |
| 51-58   | RLT  | RadioShack-Leopard      |
| 61-68   | LAM  | Lampre-Merida           |
| 71-78   | LTB  | Lotto-Belisol Team      |
| 81-88   | OGE  | Orica-GreenEDGE         |
| 91-98   | FDJ  | FDJ                     |
| 101-108 | BMC  | BMC Racing Team         |
| 111-118 | ALM  | AG2R La Mondiale        |

| N.      | Cod. | Squadra                    |
| ------- | ---- | -------------------------- |
| 121-128 | TST  | Team Saxo-Tinkoff          |
| 131-138 | SOJ  | Sojasun                    |
| 141-148 | GRS  | Garmin-Sharp               |
| 151-158 | AST  | Astana Pro Team            |
| 161-168 | EUC  | Team Europcar              |
| 171-178 | OPQ  | Omega Pharma-Quickstep     |
| 181-188 | KAT  | Katusha Team               |
| 191-198 | COF  | Cofidis, Solutions Crédits |
| 201-208 | CAN  | Cannondale Pro Cycling     |
| 211-218 | ARG  | Team Argos-Shimano         |
| 221-228 | IAM  | IAM Cycling                |

## Dettagli delle tappe

### Prologo
- 3 marzo: Houilles > Houilles – Cronometro individuale – 2,9 km

Risultati
| Pos. | Corridore        | Squadra       | Tempo |
| ---- | ---------------- | ------------- | ----- |
| 1    | Damien Gaudin    | Team Europcar | 3'37" |
| 2    | Sylvain Chavanel | Omega Pharma  | a 1"  |
| 3    | Lieuwe Westra    | Vacansoleil   | s.t.  |

| Pos. | Corridore        | Squadra       | Tempo |
| ---- | ---------------- | ------------- | ----- |
| 1    | Damien Gaudin    | Team Europcar | 3'37" |
| 2    | Sylvain Chavanel | Omega Pharma  | a 1"  |
| 3    | Lieuwe Westra    | Vacansoleil   | s.t.  |

### 1ª tappa
- 4 marzo: Saint-Germain-en-Laye > Nemours – 195 km

Risultati
| Pos. | Corridore           | Squadra       | Tempo    |
| ---- | ------------------- | ------------- | -------- |
| 1    | Nacer Bouhanni      | FDJ           | 4h47'24" |
| 2    | Alessandro Petacchi | Lampre-Merida | s.t.     |
| 3    | Elia Viviani        | Cannondale    | s.t.     |

| Pos. | Corridore        | Squadra       | Tempo    |
| ---- | ---------------- | ------------- | -------- |
| 1    | Nacer Bouhanni   | FDJ           | 4h51'01" |
| 2    | Damien Gaudin    | Team Europcar | s.t.     |
| 3    | Sylvain Chavanel | Omega Pharma  | a 1"     |

### 2ª tappa
- 5 marzo: Vimory > Cérilly – 200,5 km

Risultati
| Pos. | Corridore     | Squadra       | Tempo    |
| ---- | ------------- | ------------- | -------- |
| 1    | Marcel Kittel | Argos-Shimano | 5h42'18" |
| 2    | Elia Viviani  | Cannondale    | s.t.     |
| 3    | Leigh Howard  | Orica-GreenE. | s.t.     |

| Pos. | Corridore        | Squadra       | Tempo     |
| ---- | ---------------- | ------------- | --------- |
| 1    | Elia Viviani     | Cannondale    | 10h33'11" |
| 2    | Sylvain Chavanel | Omega Pharma  | a 7"      |
| 3    | Damien Gaudin    | Team Europcar | a 8"      |

### 3ª tappa
- 6 marzo: Châtel-Guyon > Brioude – 170,5 km

Risultati
| Pos. | Corridore        | Squadra       | Tempo    |
| ---- | ---------------- | ------------- | -------- |
| 1    | Andrew Talansky  | Garmin-Sharp  | 4h06'15" |
| 2    | Davide Malacarne | Team Europcar | s.t.     |
| 3    | Gorka Izagirre   | Euskaltel     | s.t.     |

| Pos. | Corridore        | Squadra       | Tempo     |
| ---- | ---------------- | ------------- | --------- |
| 1    | Andrew Talansky  | Garmin-Sharp  | 14h39'36" |
| 2    | Andrij Hrivko    | Astana        | a 3"      |
| 3    | Davide Malacarne | Team Europcar | s.t.      |

### 4ª tappa
- 7 marzo: Brioude > Saint-Vallier – 199,5 km

Risultati
| Pos. | Corridore        | Squadra       | Tempo    |
| ---- | ---------------- | ------------- | -------- |
| 1    | Michael Albasini | Orica-GreenE. | 4h55'41" |
| 2    | Maksim Iglinskij | Astana        | s.t.     |
| 3    | Peter Velits     | Omega Pharma  | s.t.     |

| Pos. | Corridore        | Squadra       | Tempo     |
| ---- | ---------------- | ------------- | --------- |
| 1    | Andrew Talansky  | Garmin-Sharp  | 19h35'17" |
| 2    | Andrij Hrivko    | Astana        | a 3"      |
| 3    | Davide Malacarne | Team Europcar | a 4"      |

### 5ª tappa
- 8 marzo: Châteauneuf-du-Pape > Montagna di Lura – 176 km

Risultati
| Pos. | Corridore       | Squadra        | Tempo    |
| ---- | --------------- | -------------- | -------- |
| 1    | Richie Porte    | Sky Procycling | 4h50'54" |
| 2    | Denis Men'šov   | Team Katusha   | a 26"    |
| 3    | Andrew Talansky | Garmin-Sharp   | a 33"    |

| Pos. | Corridore       | Squadra        | Tempo     |
| ---- | --------------- | -------------- | --------- |
| 1    | Richie Porte    | Sky Procycling | 24h26'08" |
| 2    | Andrew Talansky | Garmin-Sharp   | a 32"     |
| 3    | Lieuwe Westra   | Vacansoleil    | a 42"     |

### 6ª tappa
- 9 marzo: Manosque > Nizza – 220 km

Risultati
| Pos. | Corridore          | Squadra       | Tempo    |
| ---- | ------------------ | ------------- | -------- |
| 1    | Sylvain Chavanel   | Omega Pharma  | 5h14'23" |
| 2    | Philippe Gilbert   | BMC Racing    | s.t.     |
| 3    | José Joaquín Rojas | Movistar Team | s.t.     |

| Pos. | Corridore        | Squadra        | Tempo     |
| ---- | ---------------- | -------------- | --------- |
| 1    | Richie Porte     | Sky Procycling | 29h40'31" |
| 2    | Andrew Talansky  | Garmin-Sharp   | a 32"     |
| 3    | Sylvain Chavanel | Omega Pharma   | a 42"     |

### 7ª tappa
- 10 marzo: Nizza > Col d'Èze – Cronometro individuale – 9,6 km

Risultati
| Pos. | Corridore       | Squadra        | Tempo  |
| ---- | --------------- | -------------- | ------ |
| 1    | Richie Porte    | Sky Procycling | 19'16" |
| 2    | Andrew Talansky | Garmin-Sharp   | a 23"  |
| 3    | Nairo Quintana  | Movistar Team  | a 27"  |

| Pos. | Corridore              | Squadra        | Tempo     |
| ---- | ---------------------- | -------------- | --------- |
| 1    | Richie Porte           | Sky Procycling | 29h59'47" |
| 2    | Andrew Talansky        | Garmin-Sharp   | a 55"     |
| 3    | Jean-Christophe Péraud | AG2R La Mond.  | a 1'21"   |

## Evoluzione delle classifiche
| Tappa              | Vincitore          | Classifica generale Maglia gialla | Classifica a punti Maglia verde | Classifica scalatori Maglia a pois | Classifica giovani Maglia bianca | Classifica a squadre Numero giallo |
| ------------------ | ------------------ | --------------------------------- | ------------------------------- | ---------------------------------- | -------------------------------- | ---------------------------------- |
| Prol.              | Damien Gaudin      | Damien Gaudin                     | Damien Gaudin                   | non assegnata                      | Wilco Kelderman                  | Omega Pharma-Quickstep             |
| 1ª                 | Nacer Bouhanni     | Nacer Bouhanni                    | Sylvain Chavanel                | Bert-Jan Lindeman                  | Nacer Bouhanni                   | Omega Pharma-Quickstep             |
| 2ª                 | Marcel Kittel      | Elia Viviani                      | Elia Viviani                    | Bert-Jan Lindeman                  | Elia Viviani                     | Omega Pharma-Quickstep             |
| 3ª                 | Andrew Talansky    | Andrew Talansky                   | Elia Viviani                    | Martijn Keizer                     | Andrew Talansky                  | Astana Pro Team                    |
| 4ª                 | Michael Albasini   | Andrew Talansky                   | Elia Viviani                    | Johann Tschopp                     | Andrew Talansky                  | Astana Pro Team                    |
| 5ª                 | Richie Porte       | Richie Porte                      | Andrew Talansky                 | Johann Tschopp                     | Andrew Talansky                  | Katusha Team                       |
| 6ª                 | Sylvain Chavanel   | Richie Porte                      | Sylvain Chavanel                | Johann Tschopp                     | Andrew Talansky                  | Katusha Team                       |
| 7ª                 | Richie Porte       | Richie Porte                      | Sylvain Chavanel                | Johann Tschopp                     | Andrew Talansky                  | Katusha Team                       |
| Classifiche finali | Classifiche finali | Richie Porte                      | Sylvain Chavanel                | Johann Tschopp                     | Andrew Talansky                  | Katusha Team                       |

## Classifiche finali

### Classifica generale - Maglia gialla
| Pos. | Corridore              | Squadra        | Tempo     |
| ---- | ---------------------- | -------------- | --------- |
| 1    | Richie Porte           | Sky Procycling | 29h59'47" |
| 2    | Andrew Talansky        | Garmin-Sharp   | a 55"     |
| 3    | Jean-Christophe Péraud | AG2R La Mond.  | a 1'21"   |
| 4    | Tejay van Garderen     | BMC Racing     | a 1'44"   |
| 5    | Sylvain Chavanel       | Omega Pharma   | a 1'47"   |
| 6    | Simon Špilak           | Katusha Team   | a 1'48"   |
| 7    | Diego Ulissi           | Lampre-Merida  | a 1'54"   |
| 8    | Lieuwe Westra          | Vacansoleil    | a 2'17"   |
| 9    | Andreas Klöden         | RadioShack     | a 2'22"   |
| 10   | Peter Velits           | Omega Pharma   | a 2'28"   |

### Classifica a punti - Maglia verde
| Pos. | Corridore        | Squadra        | Punti |
| ---- | ---------------- | -------------- | ----- |
| 1    | Sylvain Chavanel | Omega Pharma   | 88    |
| 2    | Andrew Talansky  | Garmin-Sharp   | 83    |
| 3    | Richie Porte     | Sky Procycling | 68    |
| 4    | Borut Božič      | Astana         | 60    |
| 5    | Elia Viviani     | Cannondale     | 55    |

### Classifica scalatori - Maglia a pois
| Pos. | Corridore       | Squadra        | Punti |
| ---- | --------------- | -------------- | ----- |
| 1    | Johann Tschopp  | IAM Cycling    | 64    |
| 2    | Richie Porte    | Sky Procycling | 27    |
| 3    | Thierry Hupond  | Argos-Shimano  | 24    |
| 4    | Thomas Voeckler | Team Europcar  | 17    |
| 5    | Cyril Lemoine   | Sojasun        | 14    |

### Classifica giovani - Maglia bianca
| Pos. | Corridore          | Squadra       | Tempo     |
| ---- | ------------------ | ------------- | --------- |
| 1    | Andrew Talansky    | Garmin-Sharp  | 30h00'42" |
| 2    | Tejay van Garderen | BMC Racing    | a 49"     |
| 3    | Diego Ulissi       | Lampre-Merida | a 59"     |
| 4    | Nairo Quintana     | Movistar Team | a 2'25"   |
| 5    | Romain Bardet      | AG2R La Mond. | a 6'13"   |

### Classifica a squadre - Numero giallo
| Pos. | Squadra                    | Tempo     |
| ---- | -------------------------- | --------- |
| 1    | Katusha Team               | 90h06'49" |
| 2    | AG2R La Mondiale           | a 1'23"   |
| 3    | RadioShack-Leopard         | a 3'38"   |
| 4    | Astana Pro Team            | a 3'40"   |
| 5    | Cofidis, Solutions Crédits | a 4'25"   |